# Могилевский, Соломон Григорьевич
Соломо́н Григо́рьевич Могиле́вский (1885, Павлоград, Екатеринославская губерния, Российская империя — 22 марта 1925, возле Тифлиса, ЗСФСР, СССР) — начальник Иностранного отдела ВЧК — ГПУ, советской внешней разведки.

## Биография
Родился в 1885 году в Павлограде Екатеринославской губернии в еврейской купеческой семье.
Учился в гимназии. Принимал участие в революционном движении. С 1902 года состоял в Павлоградской организации РСДРП, впоследствии вошедшей в Екатеринославский комитет партии.
В 1904 году за революционную деятельность был арестован царской охранкой. После выхода из тюрьмы эмигрировал в Швейцарию. Встречался в Женеве с В. И. Лениным, по рекомендации которого вошёл в группу большевиков. Вернувшись в 1906 году в Россию, вёл подпольную работу пропагандистом в Екатеринославской организации.
После первой русской революции поступил на юридический факультет Петербургского университета, оттуда перевёлся в Москву. С 1908 года отошёл от активной партийной работы.
В 1916 году мобилизован в армию. После февральской революции избирался членом Минского комитета РСДРП, избирался делегатом апрельской конференции партии. Участник Октябрьской революции.
После октября 1917 года работал в органах юстиции в Иваново-Вознесенске, Москве, Киеве, ревтрибунале 12 армии РККА.
В 1919 году решением оргбюро ЦК РКП(б) был направлен в распоряжение ВЧК. Работал в Московской ЧК, принимал участие в ликвидации заговора левых эсеров. В 1920 году Могилевского назначили одним из заместителей начальника ИНО (Иностранного отдела) ВЧК.
Принимал активное участие в создании советской зарубежной разведки: с 1921 по май 1922 года являлся начальником Иностранного отдела ВЧК — ГПУ (внешняя разведка).
В мае 1922 года направлен на работу в качестве полномочного представителя ГПУ в Закавказье. Был председателем Закавказского ГПУ. Руководил разведывательной работой в отношении Турции, Ирана. Занимался разработкой заграничных представительств мусаватистских и дашнакских организаций.
Погиб 22 марта 1925 года в авиационной катастрофе около Тбилиси вместе с Мясниковым и Атарбековым и еще двумя лётчиками. На траурном митинге выступил с речью Л. Д. Троцкий.
Похоронен в Тбилиси в саду Коммунаров в братской могиле с погибшими в авиакатастрофе.